# Похмура погода
«Похмура погода» (ісп. El tiempo nublado) — парагвайський документальний фільм, знятий Арамі Уллон. Стрічка була висунута Парагваєм на премію «Оскар-2016» у номінації «найкращий фільм іноземною мовою». «Похмура погода» став першим фільмом Парагваю, висунутим на «Оскар».

## Сюжет
Арамі Уллон живе у Базелі вже декілька років. Її мати, в якої епілепсія та хвороба Паркінсона, живе в Асунсьйоні. Ні дочка, ні мати не можуть собі дозволити професійного доглядача. Джулія піклується про неї цілодобово за скромну зарплату. В останні місяці, однак, матері стає все дедалі гірше. Джулія більше не може впоратися з ситуацією і вона хоче залишити свою роботу. Оскільки ніхто, крім Арамі не може доглядати за її  матір'ю, вона повинна повернутися в Парагвай і зіштовхнутися зі своїм минулим.

## Визнання
| Нагороди та номінації фільму «Похмура погода» | Нагороди та номінації фільму «Похмура погода» | Нагороди та номінації фільму «Похмура погода»    | Нагороди та номінації фільму «Похмура погода» | Нагороди та номінації фільму «Похмура погода» | Нагороди та номінації фільму «Похмура погода» |
| Рік                                           | Нагорода                                      | Категорія                                        | Номінант                                      | Результат                                     |                                               |
| --------------------------------------------- | --------------------------------------------- | ------------------------------------------------ | --------------------------------------------- | --------------------------------------------- | --------------------------------------------- |
| 2014                                          | Міжнародний кінофестиваль у Карлових Варах    | Найкращий документальний фільм (Понад 30 хвилин) | «Похмура погода»                              | Номінація                                     |                                               |